# 中甸凤仙花
中甸凤仙花（学名：Impatiens chungtienensis）是凤仙花科凤仙花属的植物，是中国的特有植物。分布于中国大陆的云南等地，生长于海拔3,200米至3,300米的地区，多生长于河沟边、水边灌丛和阴湿处，目前尚未由人工引种栽培。
其种加词“chungtienensis”意为“中甸（云南省迪庆藏族自治州香格里拉市）的”。